# Polydesma mastrucata
Polydesma mastrucata là một loài bướm đêm trong họ Erebidae.